# Congo (jeu de figurines)
 (juin 2022).
Si vous disposez d'ouvrages ou d'articles de référence ou si vous connaissez des sites web de qualité traitant du thème abordé ici, merci de compléter l'article en donnant les références utiles à sa vérifiabilité et en les liant à la section « Notes et références ».
 (juin 2022).
La mise en forme du texte ne suit pas les recommandations de Wikipédia : il faut le « wikifier ».
Les points d'amélioration suivants sont les cas les plus fréquents :
- Les titres sont pré-formatés par le logiciel. Ils ne sont ni en capitales, ni en gras.
- Le texte ne doit pas être écrit en capitales (les noms de famille non plus), ni en gras, ni en italique, ni en « petit »…
- Le gras n'est utilisé que pour surligner le titre de l'article dans l'introduction, une seule fois.
- L'italique est rarement utilisé : mots en langue étrangère, titres d'œuvres, noms de bateaux, etc.
- Les citations ne sont pas en italique mais en corps de texte normal. Elles sont entourées par des guillemets français : « et ».
- Les listes à puces sont à éviter, des paragraphes rédigés étant largement préférés. Les tableaux sont à réserver à la présentation de données structurées (résultats, etc.).
- Les appels de note de bas de page (petits chiffres en exposant, introduits par l'outil «  Source ») sont à placer entre la fin de phrase et le point final[comme ça].
- Les liens internes (vers d'autres articles de Wikipédia) sont à choisir avec parcimonie. Créez des liens vers des articles approfondissant le sujet. Les termes génériques sans rapport avec le sujet sont à éviter, ainsi que les répétitions de liens vers un même terme.
- Les liens externes sont à placer uniquement dans une section « Liens externes », à la fin de l'article. Ces liens sont à choisir avec parcimonie suivant les règles définies. Si un lien sert de source à l'article, son insertion dans le texte est à faire par les notes de bas de page.
- La présentation des références doit suivre les conventions bibliographiques. Il est recommandé d'utiliser les modèles {{Ouvrage}}, {{Chapitre}}, {{Article}}, {{Lien web}} et/ou {{Bibliographie}}. Le mode d'édition visuel peut mettre en forme automatiquement les références.
- Insérer une infobox (cadre d'informations à droite) n'est pas obligatoire pour parachever la mise en page.

Pour une aide détaillée, merci de consulter Aide:Wikification.
Si vous pensez que ces points ont été résolus, vous pouvez retirer ce bandeau et améliorer la mise en forme d'un autre article.
Pour les articles homonymes, voir Congo.
Congo est un jeu de guerre avec figurine à l'échelle de l'escarmouche. Il a pour cadre les explorations africaines du XIXe siècle. Les joueurs incarnent une colonne d'exploration, de blancs, tribu des forêts, les royaumes guerriers ou le sultanat de Zanzibar. Chaque colonne comporte une trentaine de figurines. Les scénarios existants sont tous très narratifs, les colonnes se battent pour atteindre un objectif (récupérer un objet),.

## Règles
Les joueurs constituent leurs colonnes en fonction d'un nombre de points. Chaque groupe d'une colonne coûtant un certain nombre de points. Les colonnes compte de soixante-dix à cent points. Chaque groupe a diverses capacités, celles-ci sont exprimées sous forme de dés (à 6, 8 ou 10 faces).

### Tour de jeu
Le tour de jeu est divisé en trois séquences. Au début du tour, chaque joueur sélectionne trois cartes d'action et utilise l'une d'elles lors d'une séquence. On peut :
- se déplacer
- tirer
- gérer le moral

Un déplacement se transforme en combat au corps à corps lorsque deux unités se rejoignent.

### Résolution des actions
Le joueur lance le dé indiqué sur la carte choisie. Les réussites sont les scores à partir de cinq. Il est donc plus facile de les réaliser avec un dé 10 qu'avec un dé 6.

### Suppléments
Mungo Mah Lobeh est une campagne en six scénarios. Avec moult personnages spéciaux, elle met en scène une course entre deux colonnes pour atteindre un volcan.